# 埃帕涅
埃帕涅（法語：Épagne，法語發音：[epaɲ]）是法国奥布省的一个市镇，属于奥布河畔巴尔区。

## 地理
埃帕涅（48°23'38"N, 4°27'54"E）面积3.94 平方千米，位于法国大東部大區奥布省，该省份为法国中北部省份，北起马恩省，西接塞纳-马恩省，西南至约讷省，东南至科多尔省，东临上马恩省。
与埃帕涅接壤的市镇（或旧市镇、城区）包括：奥布河畔布兰库尔、普雷西圣母村、普雷西圣马尔坦、圣莱热苏布列讷。

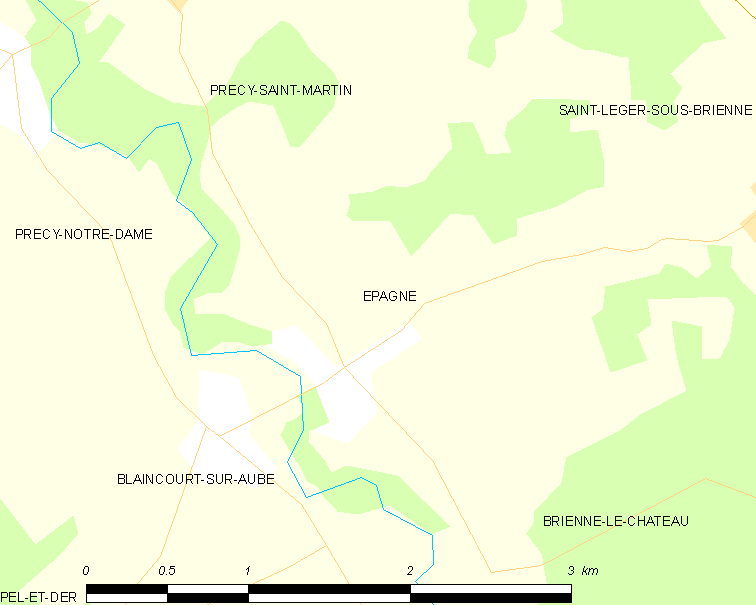
埃帕涅的OSM定位图

埃帕涅的时区为UTC+01:00、UTC+02:00（夏令时）。

## 行政
埃帕涅的邮政编码为10500，INSEE市镇编码为10138。

## 政治
埃帕涅所属的省级选区为布列讷堡县。

## 人口

1962-2008年间埃帕涅人口变化图示

埃帕涅于2022年1月1日时的人口数量为131人。